# Otar Korkia
Otar Korkia, en Georgiano:ოთარ ქორქია (nacido el 10 de mayo de 1923 en Kutaisi, Georgia y muerto en Tiflis, Georgia el 15 de marzo de 2005) fue un jugador soviético de baloncesto. Consiguió cinco medallas en competiciones internacionales con la selección de la Unión Soviética.

## Palmarés
- Copa de Europa: 1

Dinamo Tbilisi:  1961-62.